# Форека
„Форека“ ООД (Foreca Oy) е частна компания в Еспоо, Финландия, занимаваща се с метеорологични прогнози.
Компанията е най-голямата по рода си в скандинавските страни: Дания, Исландия, Норвегия, Финландия, Швеция и свързаните с тях зависими територии Оландски острови, Фарьорски острови, Гренландия. Седалището на фирмата е в град Еспоо, има офиси още в столицата Хелзинки, както и в Стокхолм и Москва.
Създадена е през 1996 г. под името „Метеорологична служба Финландия“ (Weather Service Finland) от местния метеоролог Пирко Сарикиви (Pirkko Saarikivi) и 4 специалисти. През януари 2001 г. името ѝ е променено на „Форека“ (от английското forecast – прогноза) с перспектива за разширяване на международно ниво.
През 2004 г. компанията подписва договор с Microsoft за предоставяне на метеорологично съдържание за техните международни MSN страници. Чрез тези страници Foreca предоставя прогнози за времето, преведени на 25 езика за 194 държави и 8500 града. Това е компанията, която дава информация за времето за приложението на Windows 7, както и за MSN Weather и Cortana.
Компанията има безплатно приложение за прогнози на времето за смартфон устройства, наречено ForecaWeather Free. Приложението дава информация за моментна прогноза на времето,10-дневна прогноза за времето, както и анимации, показващи облачността, дъждовете и топлинна карта навсякъде по света. Разработено е за Android, iOS, s60.